# Książę i żebrak
Książę i żebrak (Królewicz i żebrak) – powieść Marka Twaina, opowiadająca historię nagłej "zamiany miejscami" niezwykle podobnych chłopców: dziedzica tronu księcia Walii, późniejszego króla Edwarda VI i żebraka Toma Canty'ego.

## Opis fabuły
Akcja powieści rozgrywa się w szesnastowiecznym Londynie. Pewnego jesiennego dnia w jednej z biednych rodzin urodził się chłopiec – Tomek Canty. W tym samym czasie na królewskim dworze urodził się także chłopiec - królewicz Edward Tudor. Chłopcy byli do siebie podobni jak dwie krople wody. Tomek mieszkał w ubogiej dzielnicy londyńskiej Offal Court. Miał dwie piętnastoletnie siostry bliźniaczki: Elżunię i Anię, z którymi mieszkał, mieszkał także z matką, ojcem oraz jego starą babką.
Ojciec Tomka – Jan był złodziejem, a matka żebraczką. Matka i siostry były dobre, jednak ojciec i babka źli. Ksiądz Andrzej  uczył Tomka łaciny, czytania, pisania. Kiedy wieczorem Tomek wracał do domu z pustymi rękami, wiedział, że ojciec Jan go zbije, a gdy  skończy, zacznie go bić babka. Tomek nieraz wyobrażał sobie życie księcia, rozpieszczanego przez wszystkich. Bardzo pragnął ujrzeć na własne oczy kogoś takiego. Gdy  czytał stare księgi, z  czasem zaczął wstydzić się swojego ubioru. Zaczął dbać o siebie – o swój wygląd, czystość.  Swoją mądrością zachwycał  swoich kolegów. Coraz bardziej pragnął zobaczyć księcia. Pewnego dnia chłopiec oddalił się od domu bardziej niż zwykle. Trafił do dzielnicy, w której jeszcze nigdy nie był. Dotarł do wsi Charing. Tam za zamkową bramą ujrzał księcia i kilku panów koło niego. Po uporczywych prośbach udało mu się wejść za bramę. Młody książę zaprowadził chłopca do zamku i nakarmił. Edward wypytywał go o różne sprawy, wreszcie Tomek przyznał, że chociaż raz chciałby być ubrany jak książę. Chłopcy zamienili się ubraniami: Edward ubrał się w łachmany, a Tomek w szaty królewskie. Podeszli do lustra i zobaczyli, że wyglądają tak samo i nie sposób ich odróżnić. Edward wybiegł na podwórze, nie przebierając się. Strażnicy nie wiedząc, że  to książę w przebraniu, wyrzucili go za bramę,  śmiejąc się z niego. Gdy zapadł wieczór, księcia ogarnął strach. W końcu jakiś pijany chłop chwycił go za ramię i wziął do domu – był to Jan Canty.
Tego samego dnia Tomek pozostał sam na dworze królewskim. Zastanawiał się, jak opowie o wszystkim  kolegom, ale także dlaczego tak długo nie ma księcia. Coraz bardziej się bał. Wreszcie do komnaty weszła  Lady Joanna Gray. Zaczął błagać i mówić, że on jest Tomkiem, a nie księciem. W końcu chłopiec wyszedł z komnaty i kroczył przez korytarz - wszyscy na niego spoglądali. Wreszcie znalazł się w komnacie swego ojca Henryka VIII. Król przemawiał do Tomka, a ten cały drżał ze strachu. Rozmawiał z królem. Tomek błagał, żeby go nie zabijać, ale król go cały czas pocieszał, aż w końcu Tomek się trochę uspokoił. Król stwierdził, że jego syn jest obłąkany.  Przyszedł też czas na pierwszy obiad Tomka, do którego go przygotowano i umyto. Po zakończeniu posiłku udał się do swojej komnaty. Koło 5 po południu okazało się, że zaginęła pieczęć państwowa. Okazało się, że ostatnią osobą, która ją miała, był książę, ale gdy go pytano. on mówił, że nie wie, gdzie ona może być.
W tym czasie prawdziwy książę Edward z ojcem Jana wracał do domu. Ten stracił nad sobą panowanie, chciał uderzyć chłopca, ale uderzył jego obrońcę. W końcu domownicy zapytali go, kim on jest. Odpowiedział, że jest księciem Walii, czym ściągnął tylko na siebie gniew "ojca". Dziewczynki prosiły,  by ten go nie bił. Wreszcie stary złodziej ustąpił i królewicz poszedł spać. Gdy  się przebudził, myślał, że był to tylko koszmarny sen. Szybko przekonał się jednak, że to rzeczywistość. 
Tomek  obudził się w  komnacie książęcej. Pełno było w niej dworzan i służby - rozpoczęła się ceremonia ubierania króla. Do komnaty wprowadzono chłopca do bicia – Humphreya Marlowa. Chłopcy rozmawiali. Od tej pory Humphrey nie był bity. Został kolegą Tomka. Opowiadał mu o różnych sprawach w królestwie, o których ten nie miał pojęcia. Następnego dnia Tomek wydał rozkaz: kazał sprowadzić do siebie więźnia. Ten zaczął go prosić o ułaskawienie. Tomek odstąpił od wymierzenia kary. Musiał osądzić jeszcze kobietę i jej córkę, ale i im Tomek darował życie.
Księcia Edwarda jakiś wyrostek prowadził przez zakamarki. Doprowadził  do "jego ojca". W końcu udali się do kolegów Cantego. Banda uczyniła chłopca królem żebraków. W końcu Edward uciekł od włóczęgów i znalazł się w domu pustelnika, który uważał się za archanioła. Miło sobie rozmawiali, chłopiec cieszył się, że właśnie trafił do tego domu. Gdy chłopiec usnął,  pustelnik związał go. Przybył tam Miles, wytrwale szukający chłopca. To on uratował go od śmierci. Uciekli od pustelnika, ale nie od kłopotów. Znaleźli się w sądzie, gdzie skazywano kobietę. Milesa i Edwarda zaprowadzono do więzienia, ale  nie na długo - uciekli. Wybrali się do rodzinnego domu Milesa. Po długiej podróży Miles bardzo cieszył się z powrotu, ale jego brat powiedział, że Miles już dawno nie żyje a on jest oszustem. Dowiedział się też, że jego ojciec i brat Artur nie żyją. Miles spotkał się po wielu latach ze swoją ukochaną Edytą, ale ta była już żoną jego brata. Miles i Edward byli uważani za oszustów i wtrącono ich do więzienia. Kiedy zostali wypuszczeni, natychmiast udali się do Londynu, bo wiedzieli, że już niedługo odbędzie się koronacja króla. 
Tego dnia miał się także odbyć pochód koronacyjny.  Dworzanie ubrali go w dostojne szaty. Pochód ruszył,  gdy do powozu chłopca podbiegła  matka Tomka i zaczęła go całować, mówiąc że jest to jej syn. Kobieta krzyczała. Tomek chciał się jej rzucić w ramiona, ale nie mógł i wyrzekł się matki. Powiedział, że jej nie zna. Gdy wszyscy byli już w sali koronacyjnej i mieli włożyć koronę na głowę Tomka,  w ostatniej chwili przybył prawdziwy książę Edward i przeszkodził w koronacji  oszusta. Straż chciała go wyrzucić, ale Tomek powiedział, że ten jest prawdziwym królem a nie on. Nikt nie chciał go słuchać. Kiedy chłopcy stanęli obok siebie, zgromadzeni zobaczyli, jak są podobni do siebie. Edwarda zapytano o pieczęć państwową. Odpowiedział, że jest w schowku. Tam jej jednak nie było. Tomek w końcu  przypomniał sobie, że gdy się spotkali pierwszy raz, to królewicz położył ją w innym miejscu. Faktycznie tam była. Uwierzono więc Edwardowi,  że  jest prawdziwym królem, i to jego koronowali.
Miles i Tomek zostali ulubieńcami Edwarda. O ojcu Tomka więcej nie słyszano.